# Tine Thing Helseth

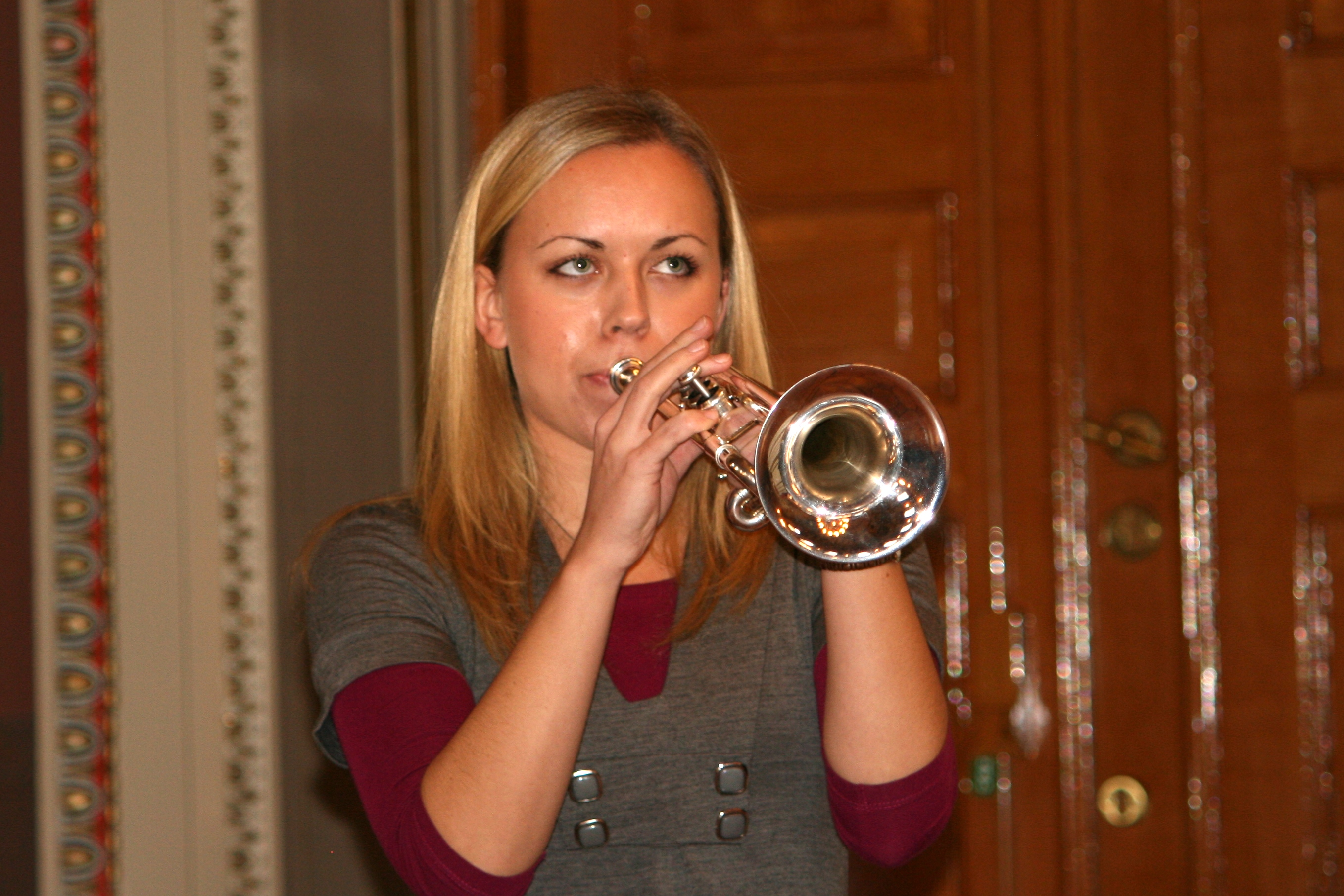
Tine Thing Helseth 2008

Tine Thing Helseth [ˈtiːnɛ tɪŋ hɛlsɛt] (* 18. August 1987  in Oslo) ist eine norwegische klassische Trompeterin und Leiterin des Blechbläserinnen-Ensembles tenThing.

## Biografie
Helseth begann im Alter von sieben Jahren Trompete zu spielen. Später studierte sie am Osloer Musikinstitut Barratt Due. Ihre Lehrer waren Heidi Johanessen vom Norwegischen Staatsopernorchester und seit 2002 Arnulf Naur Nilsen von der Osloer Philharmonie. Mit dem zweiten Preis beim Eurovision Young Musicians 2006 begann ihre internationale Karriere.
Als Solistin trat sie bisher unter anderem mit den Wiener Symphonikern, dem Wiener Kammerorchester, dem Zürcher Kammerorchester, der Philharmonie Baden-Baden, allen großen norwegischen Orchestern und dem Shanghai Symphony Orchestra auf.
Ihr erstes Album, Classical Trumpet Concertos with the Norwegian Chamber Orchestra, veröffentlichte sie 2007. Zwei Jahre später folgte My Heart is Ever Present, eine Sammlung von Liedern und Gesängen zur Weihnachtszeit.
Im Jahr 2007 spielte sie bei der Nobelpreisgala zur Verleihung des Friedensnobelpreises in Oslo. Tine Thing Helseth ist Trägerin mehrerer Preise und Auszeichnungen. So erhielt sie unter anderem 2007 den Luitpoldpreis des Festivals Kissinger Sommer und 2013 den ECHO Klassik als Nachwuchskünstlerin (Trompete). 2007 gründete sie das „tenThing Brassensemble“ und trat u. a. auf dem Schleswig-Holstein Musikfestival 2014 auf.

## Diskografie
- 2007: Trumpet Concertos: Haydn, Albinoni, Neruda, Hummel
- 2009: My Heart is ever present
- 2011: Storyteller
- 2013: Tine
- 2017: Never Going Back
- 2021: Magical memories for trumpet and organ
- 2022: Seraph